# 古文 (文字)
古文，特指春秋戰國時代山東六國流行的文字。因漢代通行隸書，因此把秦以前秦地篆文以外的字體叫做古文，也就是泛指春秋战国时期东方各国竹简上的文字，如古文經“孔子之宅古文”、“汲冢书”等。

## 概述
古文是比較早的筆書文字，特指許慎《說文解字》裏的古文。許慎說：「周太史籀著大篆十五篇，與古文或異。」把古文與大篆相提並論，說古文是史籀以前的文字的通稱。

### “蝌蚪文”一称的由来
由于古人無筆墨，於是就用竹簽點漆，在竹筒上寫字，稱爲書契文，亦叫竹簡書。因竹硬漆膩，書寫不流利，笔画起止皆以尖锋来书写。尤其是战国时期的山东六国的古文多为硬笔漆书，有的字头粗尾细，像蝌蚪之形，故叫蝌蚪書或蝌蚪文。凡是竹簡漆書，都可以叫蝌蚪文，并不只限于倉颉所书，例如古文經、汲冢书、上博简、清华简上的字体就是蝌蚪文。

## 相關參考論著資料
古文相關參考論著資料如下：

### 通論
- 何琳儀：《戰國文字通論》（訂補）

### 字典及文編
- 湯餘惠主編：《戰國文字編》